# اسمال (مجله)
اسمال (به انگلیسی: Small) یک مجله علمی هفتگی داوری همتا در زمینه نانو فناوری است. این مجله در سال ۲۰۰۵ به عنوان یک ماهنامه آغاز به کار کرد، در سال ۲۰۰۹ به دو هفته‌نامه و در سال ۲۰۱۵ به هفته‌نامه تغییر یافت. اسمال توسط انتشارات وایلی منتشر می‌شود و سردبیر آن خوزه اولیویرا است. بر اساس گزارش‌های استنادی مجله ، ضریب تأثیر این مجله در سال ۲۰۲۰ برابر با ۱۳٫۲۸۱ است.